# Montot-sur-Rognon
Montot-sur-Rognon é uma comuna francesa na região administrativa de Grande Leste, no departamento de Haute-Marne. Estende-se por uma área de 7,84 km². Em 2010 a comuna tinha 126 habitantes (densidade: 16,1 hab./km²).